# Ukrajinska ženska rukometna reprezentacija
Ukrajinska ženska rukometna reprezentacija predstavlja državu Ukrajinu u športu rukometu.
Krovna organizacija:

## Nastupi naOI
- 2004. Bronca

## Nastupi naEP
- Njemačka 1994. – 11. mjesto
- Danska 1996. – 9. mjesto
- Nizozemska 1998. – 7. mjesto
- Rumunjska 2000. - Srebro
- Danska 2002. – 12. mjesto
- Mađarska 2004. – 6. mjesto
- Švedska 2006. – 13. mjesto
- Makedonija 2008.  10. mjesto